# آرثر تومسون (لاعب كرة قدم بريطاني)
آرثر تومسون (بالإنجليزية: Arthur Thomson)‏ هو لاعب كرة قدم بريطاني، (و. يوليو 1903  م). لعب مع مانشستر يونايتد.